# Neobisium coiffaiti
Espèce
Neobisium coiffaiti est une espèce de pseudoscorpions de la famille des Neobisiidae.

## Distribution
Cette espèce est endémique d'Occitanie en France. Elle se rencontre dans les Hautes-Pyrénées et dans l'Hérault.

## Étymologie
Cette espèce est nommée en l'honneur d'Henri Coiffait.

## Publication originale
- Heurtault, 1986 : Pseudoscorpions cavernicoles de France: revue synoptique. Mémoires de Biospéologie, vol. 12, p. 19-32.